# Les Onze Roses rouges
Les Onze Roses rouges (en espagnol: Las Once Rosas Rojas) sont un groupe de femmes résistantes républicaines espagnoles. Elles sont fusillées sur les murs du cimetière de Ciriego à Santander, en Cantabrie, le 17 novembre 1937.
L'assassinat, perpétré par les nationalistes, représente un cas documenté des fusillades de femmes et tueries de masse pendant la guerre d'Espagne.

## Contexte
Pendant la guerre d'Espagne (1936-1939) et les premières années de la dictature franquiste (à partir de 1939), le cimetière de Ciriego de Santander est le lieu de fusillades de nombreux résistants, inhumés ensuite dans des fosses communes. 

## Histoire
Le 17 novembre 1938, plusieurs prisonniers sont amenés par camions par les nationalistes au cimetière de Ciriego, provenant notamment de la prison provinciale de Santander (personnes condamnées par le Tribunal militaire situé dans le collège Santa Clara de Santander). Parmi les victimes se trouvent onze résistantes, connues sous le nom des Onze Roses rouges.

## Identité des fusillées
- Guadalupe Fernández Pérez (29 ans), connue comme La Pasionaria de Los Corrales
- Pilar Benito (21 ans), de la ville d'Aguilar de Campoo.
- Alejandra Bañuelos Recio (19 ans)
- Damiana Pérez (18 ans)
- Manuela Pescador Santiago (19 ans)
- Les autres corps n'ont pas encore été identifiés officiellement dans le cadre de la Loi sur la mémoire historique.

## Postérité
L'historien José Ramón Saiz Viadero  retrouve la trace des Onze Roses, donnant lieu à un hommage officiel le 16 novembre 2024 dans le cimetière de Ciriego.